# KI-Agent
KI-Agenten (englisch: AI Agents; Agentic AI) sind Softwareprogramme mit Eigenleben, die sich künstlich intelligent verhalten. Umfassende Definitionen werden auf Software-Agent gegeben. In einfacheren Ausführungen handelt es sich um Bots oder Chatbots, welche sich auf Resultate in Form von Text, Sprache und / oder Bilder beschränken. Daneben gibt es auch Agenten, die komplexere Aufgaben selbstständig erledigen können. Sie können dies in einem iterativen Prozess tun, so, wie Menschen auch arbeiten. Man spricht in diesem Zusammenhang von virtuellen persönlichen Assistenten. Noch komplexer sind Robotersteuerungen und selbstfahrende Autos, bei denen Software über Aktuatoren autonom Fahrzeuge steuern.

## Bots
Bots sind in der Regel für die autonome Lösung einfacher Aufgaben programmiert. So werden Wikipedia-Bots u. a. zur formalen Korrektur von Quellenangaben eingesetzt wie auch für das Auffinden von Interwikilinks, Erstellen von Wartungslisten usw. Diese Bots setzen dazu in der Regel kein Maschinelles Lernen ein.

## Chatbots
Im Gegensatz zu einfachen Bots werden Chatbots mit umfangreichen Daten vorprogrammiert und erlauben, über Text- oder Spracheingaben Antworten auf die gestellten Fragen/Aufgaben zu erzeugen. Im Dialogverfahren (Chat) können die Antworten iterativ verbessert werden. Seit der Einführung von Large-Language-Models und des derartig konzipierten ChatGPT von OpenAI im Jahr 2022 gibt es eine Reihe weiterer leistungsfähiger Chatbots, welche teilweise als Open-Source-Lösungen allgemein zugänglich sind wie LLaMA von Meta Platforms oder DeepSeek.

## Virtuelle persönliche Assistenten
Solche KI-Agenten sind in der Lage, eine KI-generierte Antwort eines Chatbots als Eingabe darauf aufbauender Aufgaben zu nutzen, um damit mehrere Ebenen autonom zu verknüpfen.
Mit Stand Februar 2025 sind die drei unten aufgeführten KI-Modelle erst in Erprobung und noch nicht allgemein zugänglich. Es bestehen Sicherheitsbedenken. So sind das Einloggen auf Websites, das Lösen von Captchas, das Eingehen vertraglicher Verpflichtungen und die Angabe von Kreditkartendetails vorerst ausgeschlossen und verlangen interaktives Eingreifen des menschlichen Benutzers.
1) Anthropic führte im Oktober 2024 eine neue Probeversion von Claude 3.5 Sonnet ein. Dieses KI-Modell wurde entwickelt, um über diese Agent Computer auch über das Internet wie Menschen nutzen zu können.
2) Der Agent Mariner von Google LLC befindet sich noch in Erprobung. Testpersonen versuchen vorerst, Fehler zu eliminieren. Ruth Porat, Chief Investment Officer von Google, prognostiziert 2025, dass Google mit KI-Agents gleich viel Geld verdienen werde wie bisher mit der Suchmaschine Google Search.
3) Open AI hat den KI-Agent Operator im Januar 2025 vorgestellt. Er erfüllt selbstständig Web-Suchaktionen wie für Einkäufe oder Reservierungen, nachdem der Benutzer seine Wünsche als Auftrag eingegeben hat. Gelegentlich sind dazu weitere Interaktionen zwischen Agent und Benutzer notwendig. Dieser Agent wurde trainiert, indem er Suchvorgänge von menschlichen Benutzern im Internet verfolgt und ausgewertet hat.
Weitere Unternehmen erarbeiten Lösungen für derartige KI-Agenten, welche für spezifische Aufgaben optimiert werden. SAP nutzt die Lernfähigkeit solcher Systeme. Falls ein Resultat nicht befriedigt, werden zusätzliche Daten eingespeist. Es gibt auch Techniken, um das Modell selbst zu verändern. Anhand von Beispielen lernt der Agent und trainiert das Modell um. Dadurch ändern die Parameter des Modells. Auch kann Bestärkendes Lernen zur Verbesserung der Resultate verwendet werden.

## Robotik
In der Robotik werden Messdaten von Sensoren dem KI-Agent übermittelt. Nach deren Verarbeitung gibt die Agent-Software Resultate an die Hardware weiter, um physikalische Prozesse zu steuern. Dazu dienen Aktuatoren. Eine der anspruchsvollsten Systemlösungen ist das autonome Steuern von Fahrzeugen. Dabei ist das Echtzeitverhalten für unfallfreies Fahren eine Herausforderung. Jensen Huang, der CEO von Nvidia, sieht für seine Firma großes Potential beim Einsatz von KI in Robotern und selbst fahrenden Autos, wobei die Entwicklung solcher Lösungen bedeutend schwieriger sei als die Entwicklung von Sprachmodellen wie ChatGPT.